# Albert Ayler
Albert Ayler (Cleveland Heights, Ohio, 13 de julio de 1936 - 25 de noviembre de 1970) fue un músico estadounidense de jazz de vanguardia, saxofonista tenor, cantante y compositor; también tocaba  el saxo alto.

## Primera formación
Nacido en Cleveland Heights, Ohio, Ayler recibió sus primeras lecciones de saxo alto de su padre Edward, con quien tocó duetos en la iglesia de su ciudad. Fue al Instituto de Juan Adams, en el lado este de Cleveland, graduándose en 1954 a la edad de dieciocho años. Más adelante, estudió en la academia de música en Cleveland con Benny Molinero, saxofonista de jazz. También tocó el oboe mientras estaba en el instituto. Siendo adolescente tocaba ya con tanta habilidad que lo conocían en los alrededores de Cleveland con el sobrenombre de "pequeño pájaro," rememorando al virtuoso saxofonista Charlie Parker, que fue apodado "bird" (pájaro). 
En 1952, a la edad de 16, Ayler comenzó a tocar en bares con el músico de blues, cantante y especializado en armónica, Little Walter, pasando dos vacaciones de verano con la banda de Walter. Después de graduarse en el instituto, Ayler se unió al ejército de Estados Unidos, donde conoció y tocó junto a otros músicos alistados, incluyendo el saxofonista Stanley Turrentine. También tocó en la banda del regimiento. En 1959 lo destinaron a Francia, donde estuvo expuesto más a fondo en la música marcial, que sería una influencia base en su trabajo posterior. Después de su marcha del ejército, Ayler recae alrededor Los Ángeles y Cleveland intentando encontrar trabajo, pero su estilo, cada vez más iconoclasta, que se había movido lejos de la armonía tradicional, no fue bienvenido por los más tradicionalistas.
Marchó a Suecia en 1962, donde comenzaría a grabar discos, liderando grupos suecos y daneses en sesiones para radio y uniéndose a la banda de Cecil Taylor en el invierno de 1962-1963. El álbum My Name is Albert Ayler es una sesión estándar grabada por una radio de Copenhague con músicos locales, entre los cuales estaban Niels-Henning Ørsted Pedersen y el batería Ronnie Gardiner, y con Ayler tocando como saxo tenor y soprano en canciones como "Summertime".

## Ayler, Peacock, Murray
Ayler volvió a los EE. UU. y se instaló en Nueva York, formando un trío influyente con el contrabajista Gary Peacock y el baterista Sunny Murray, y grabando el disco Spiritual Unity, 30 minutos de improvisación de intenso free-jazz. Arropado por varios líderes del jazz neoyorquino (como Eric Dolphy que, según se dice, lo calificó como el mejor intérprete que había visto en su vida), Ayler empezó a encontrar respeto y audiencia. También comenzó a influir en la nueva generación de músicos de jazz que se estaba gestando, así como en veteranos músicos, como John Coltrane. En 1964, dio una gira de conciertos por Europa, con su trío habitual, pero ampliándolo con el trompetista Don Cherry. De la gira, se grabaría el disco The Hilversum Session.

## Música energética
El trío de Ayler creó un sonido definitivo de free-jazz. Sin embargo, el trío todavía era reconocible en la tradición del jazz. Las series de grupos siguientes de Ayler, con su hermano, el trompetista Donald Ayler, serían una salida radical. Comenzando con el álbum "Bells", un concierto en vivo en Nueva York con Donald Ayler, Charles Tyler, Lewis Worrell y Sunny Murray, Ayler dio una vuelta a los funcionamientos del jazz con un sonido salvaje y único.
El nuevo sonido fue consolidado con la grabación en estudio del álbum Spirits Rejoice, e interpretado por el mismo grupo en Judson Hall, Nueva York. Ayler, en una entrevista en 1970, llama a su último estilo musical "música de la energía," poniéndolo en contraste con el bebop interpretado por Coltrane e inicialmente por Ayler mismo. Este posicionamiento continuó con The Village Concerts y también con Ayler en los libros temáticos. Para entonces, Ayler se había establecido como una etiqueta e icono del free-jazz.

## Discografía
- 1962: Something Different!!!!! (aka The First Recordings Vol. 1) (Bird Notes) (Suecia)
- 1962: The First Recordings, Vol. 2 (Bird Notes) (Suecia)
- 1963: My name is Albert Ayler (Debut) (Dinamarca)
- 1964: Spirits (aka Witches & Devils) (Debut) (Dinamarca)
- 1964: Swing low sweet spiritual (Osmosis) (Holanda) (p) (CD release: Goin' Home (Black Lion))
- 1964: Prophecy [live] (ESP/Base) (Italia) (p)
- 1964: Albert Smiles With Sunny [live] (In Respect] (Alemania) (p) (CD 1: Prophecy, CD 2: extra material from same concert, subsequently included on Holy Ghost)
- 1964: Spiritual Unity (ESP Disk) (EE. UU.)
- 1964: New York Eye And Ear Control (ESP) (EE. UU.)
- 1964: Albert Ayler [live] (Philology) (Italia) (p) (CD release: Live In Europe 1964-1966 (Landscape) (Francia). 1964 tracks included on The Copenhagen Tapes, 1966 tracks included on Holy Ghost)
- 1964: The Copenhagen tapes [live] (Ayler Records) (Suecia) (p)
- 1964: Ghosts (aka Vibrations) (Debut) (Dinamarca)
- 1964: The Hilversum Session (Osmosis Records/Coppens Records) (Holanda) (p) -
- 1965: Bells (ESP) (EE. UU.) Live at New York Town Hall
- 1965: Spirits rejoice (ESP) (EE. UU.)
- 1965: Sonny's Time Now (Jihad) (EE. UU.)
- 1966: At Slug's saloon, vol. 1 & 2 [live] (ESP/Base) (Italia) (p)
- 1966: Lörrach / Paris 1966 [live] (hat HUT) (Suiza) (p)
- 1966: In Greenwich Village [live] (Impulse! Records) (EE. UU.)
- 1966: The Village Concerts [live] (Impulse! Records) (EE. UU.) (p) (CD release of In Greenwich Village and The Village Concerts as Live In Greenwich Village: The Complete Impulse Recordings (Impulse! Records))
- 1967: Love Cry (Impulse! Records) (EE. UU.)
- 1968: New Grass (Impulse! Records) (EE. UU.)
- 1969: Music is the Healing Force of the Universe (Impulse! Records) (EE. UU.)
- 1969: The Last Álbum (Impulse! Records) (EE. UU.) (p)
- 1970: Nuits de la Fondation Maeght Vol. 1 & 2 [live] (Shandar) (Francia) (p)
- 1970: Albert Ayler Quintet 1970 [live] (Blu Jazz) (Italia) (p) (re-released as Live On The Riviera (ESP) (EE. UU.))
- 2004: Holy Ghost (Revenant Records) ((EE. UU.) (p) (9 disc box set featuring Ayler’s first and last recordings, plus other previously unreleased material.)
- 2006: The Complete ESP-Disk Recordings